# フィリップ・ド・ゴール
フィリップ・ド・ゴール（フランス語: Philippe de Gaulle, 1921年12月28日 - 2024年3月12日または3月13日）は、フランスの海軍軍人、政治家。海軍大将、元老院議員。彼は、フランス第五共和政の初代大統領であるシャルル・ド・ゴール将軍と妻イボンヌとの間に生まれた長男である。2024年3月13日まではドゴールの3人の子供のうち生存していた唯一の人物。

## 来歴
1921年12月28日、パリ生まれ。翌年6月8日にパリ7区の聖フランシスコ・ザビエル教会で洗礼を受ける。父が学んだコレージュ・スタニスラス・ド・パリ（Collège Stanislas de Paris）で教育を受けた後、フランス海軍に入隊した。
ドゴールの名前は、一族の祖先であるジャン・バティスト・ドゴールにちなんでつけられたもので、父が尊敬していたフィリップ・ペタンにちなんでつけられたのではない。

### 自由フランス海軍士官
1940年のフランス侵攻の際、海軍兵学校の学生だった彼は、6月18日の父の訴えを聞かずにイギリスに逃れ、自由フランス海軍に加入した。第二次世界大戦では、チャネルキャンペーンや大西洋の戦いで戦った。1943年に少尉に昇進した、第2装甲師団の海兵隊の装甲連隊である（Régiment Blindé de Fusiliers-Marins）の小隊長としてフランス戦（1944-1945）に参加した。1944年8月25日、彼はパリの解放に参加し、国民議会の敷地内にあるブルボン宮に駐留するドイツ軍の降伏を促す命令を伝えるため、モンパルナス駅から派遣された。失敗したら銃殺される危険を冒しながら、丸腰でドイツ軍と交渉したのである。1944年から1945年の冬、ボージュ地方で戦った。

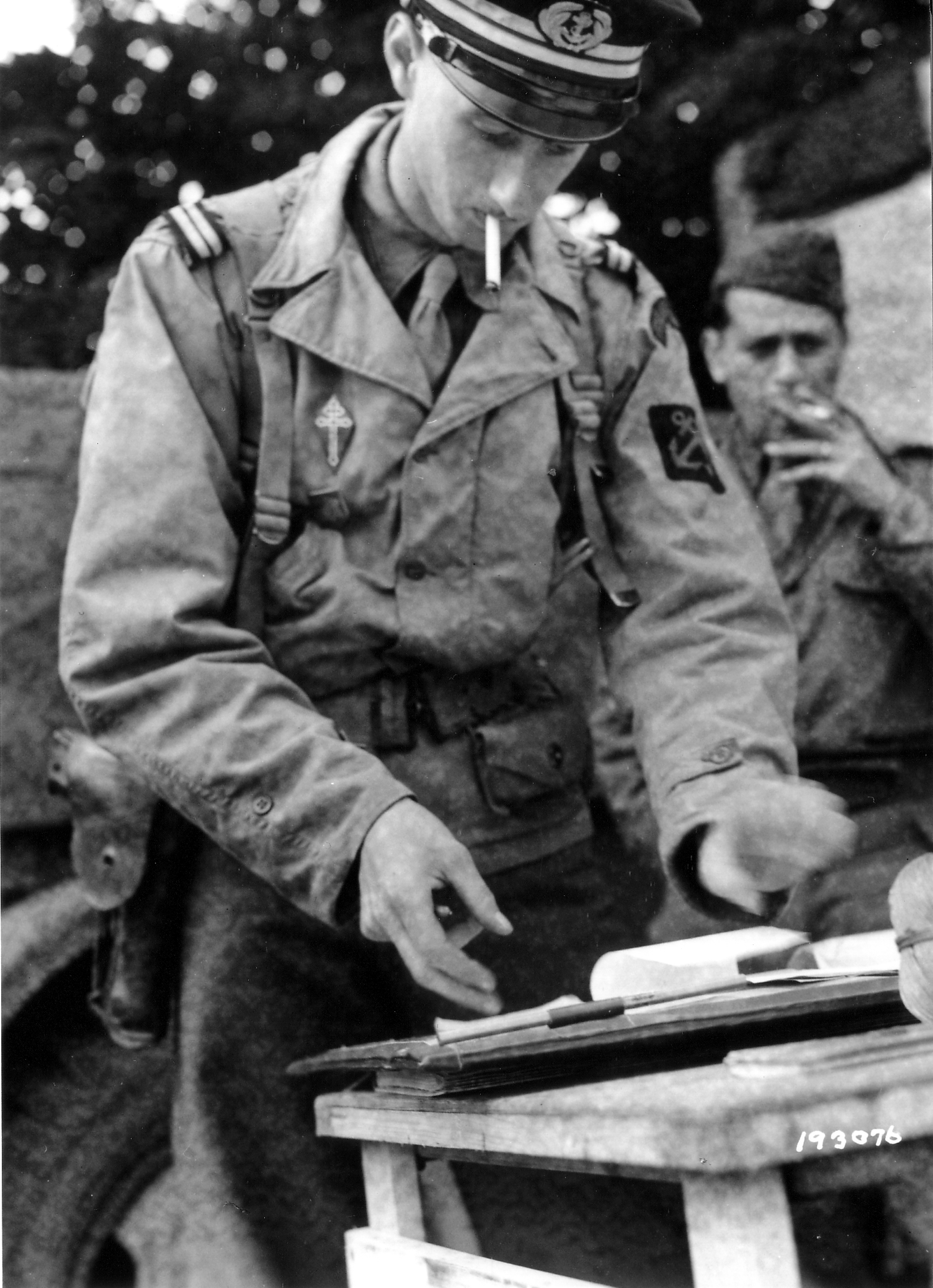
フィリップ・ド・ゴール

### 戦後の海軍にて

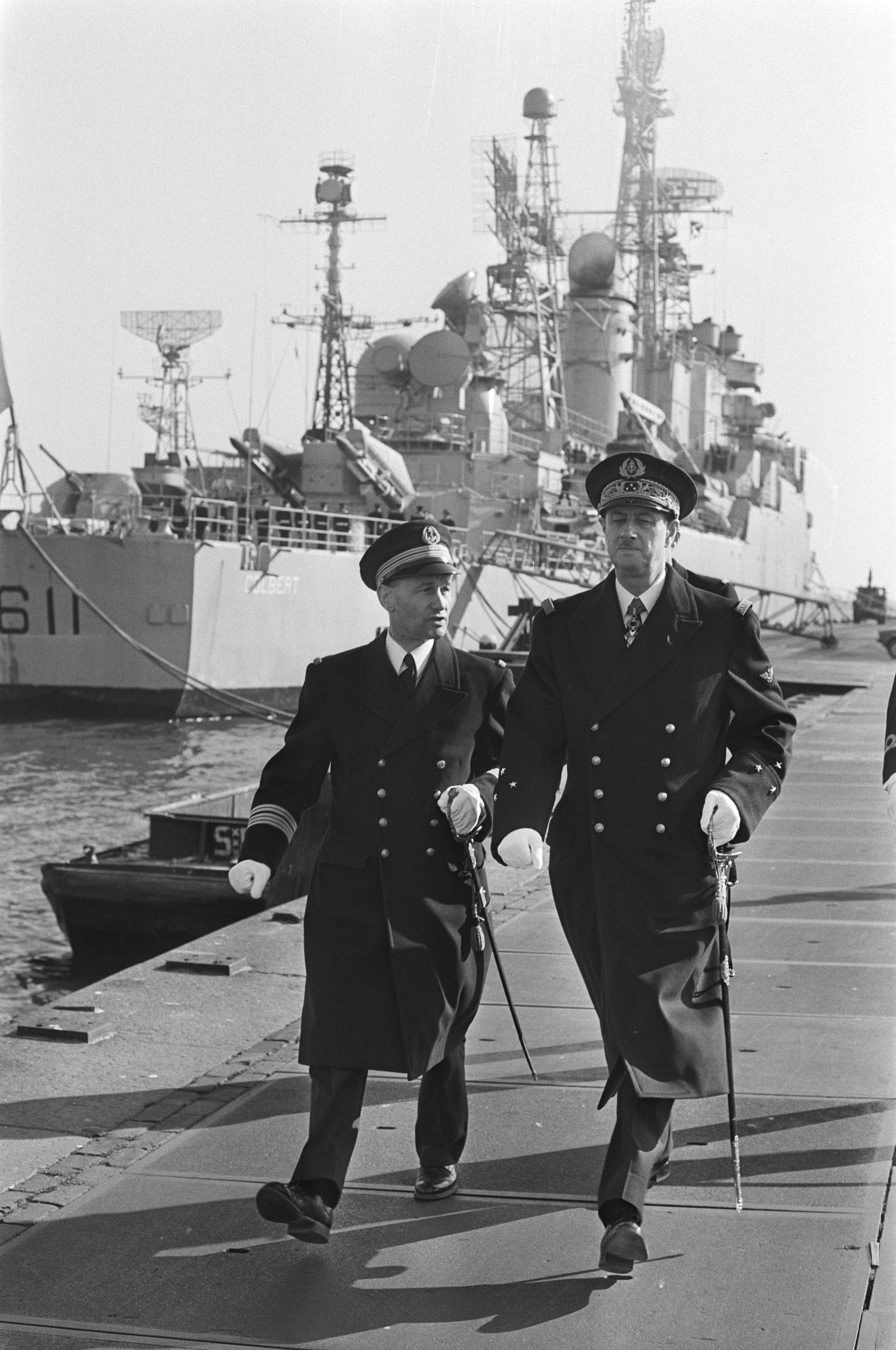
1976年にアムステルダムのフィリップ・ド・ゴール

ドゴールは1948年に中尉に昇進し、1952年には海軍の6Fフロッティーレの指揮を受けた。1956年にはコルベット艦長（中佐）、1961年にはフリゲート艦長（司令官）に昇進し、高速フリゲート艦（Escorteur Rapide）ル・ピカールを指揮した（1960-1961年）。海軍の航空パイロットとして海軍でのキャリアを追求し、パリ地方の海軍航空司令官となる（1964-1966年）。1966年に大佐に昇進し、1967年から1968年までミサイルフリゲート艦シュフランを指揮した。
1971年には少将（contre-amiral）に昇進し、1973年から1974年には海軍試験計測グループ（"GROUPEM"）の司令官となり、ミサイルレンジ計測・指揮統制艦アンリ・ポアンカレに旗を掲げた。その後、1974年から1975年までは航空海上哨戒（ALPATMAR）の司令官を務め、1975年には少将（vice-amiral）に昇進した。1976年から1977年までは大西洋艦隊司令官を務め、1977年には中将（vice-amiral d'escadre）に昇格した。

1980年に大将に昇進し、1982年に退役して海軍監察官として軍務を終えた。

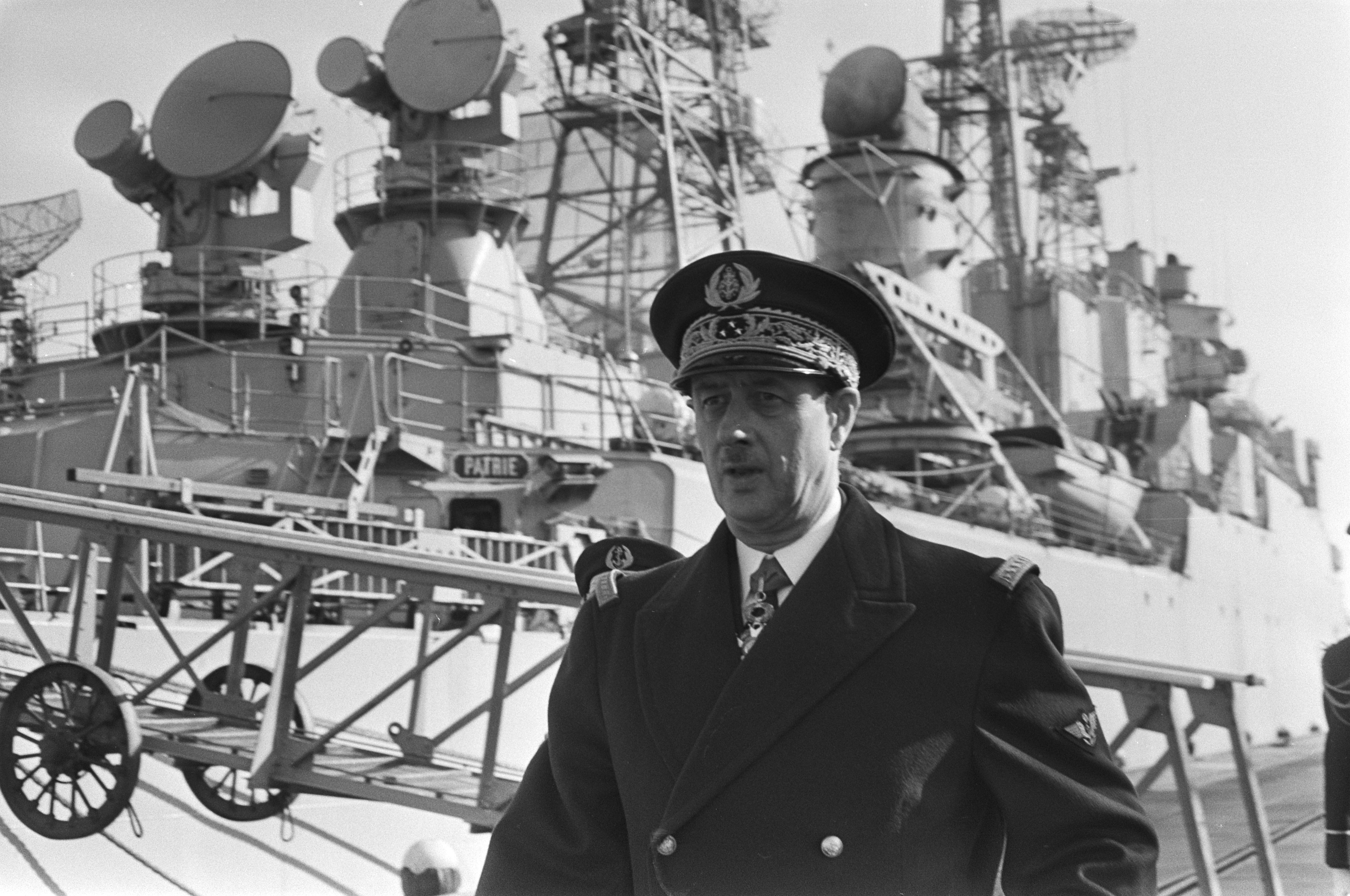
フィリップ・ド・ゴール

### 政治家として
1986年から2004年まで（1995年に再選）、ドゴールはRPRとUMPに所属しパリ選出の上院議員を務めた。1960年代末近くには、ジョセフ・ボッツィが率いる「正統派」ゴーリスト政党が、ドゴールをゴーリズムの唯一の正統な後継者と唱えた。しかし、ドゴールの影響力は非常に低いものであった。

## 私生活
1947年12月30日、ド・ゴールはモンタランベール侯爵家の末裔であるアンリエット・ド・モンタランベール・カース（1929年1月1日 - 2014年6月22日）と結婚した。この結婚は、戦時中の自由フランス海軍の司令官の一人であるジョルジュ・ティエリ・ダルジャンリュー提督の祝福を受けた。夫婦の間には4人の息子がいた。
- シャルル・ド・ゴール2世（1948年9月25日ディジョン生）: 企業弁護士、UDFとRPRのラベルを持つ初の欧州議会議員、1999年5月に国民戦線に加入した。
- イヴ・ド・ゴール（1951年9月1日モロッコ・ラバト生）: 技術者、GDF・SUEZの総書記。
- ジャン・ド・ゴール（1953年6月13日ブールカン＝ブレス生）: Deux-SèvresとParis の元代議士（1986年 - 2007年、辞職）、監査役会の主となる。
- ピエール・ド・ゴール（1963年6月20日シュレーヌ生）

2024年3月12日の夜から13日早朝の間に死去。102歳没。

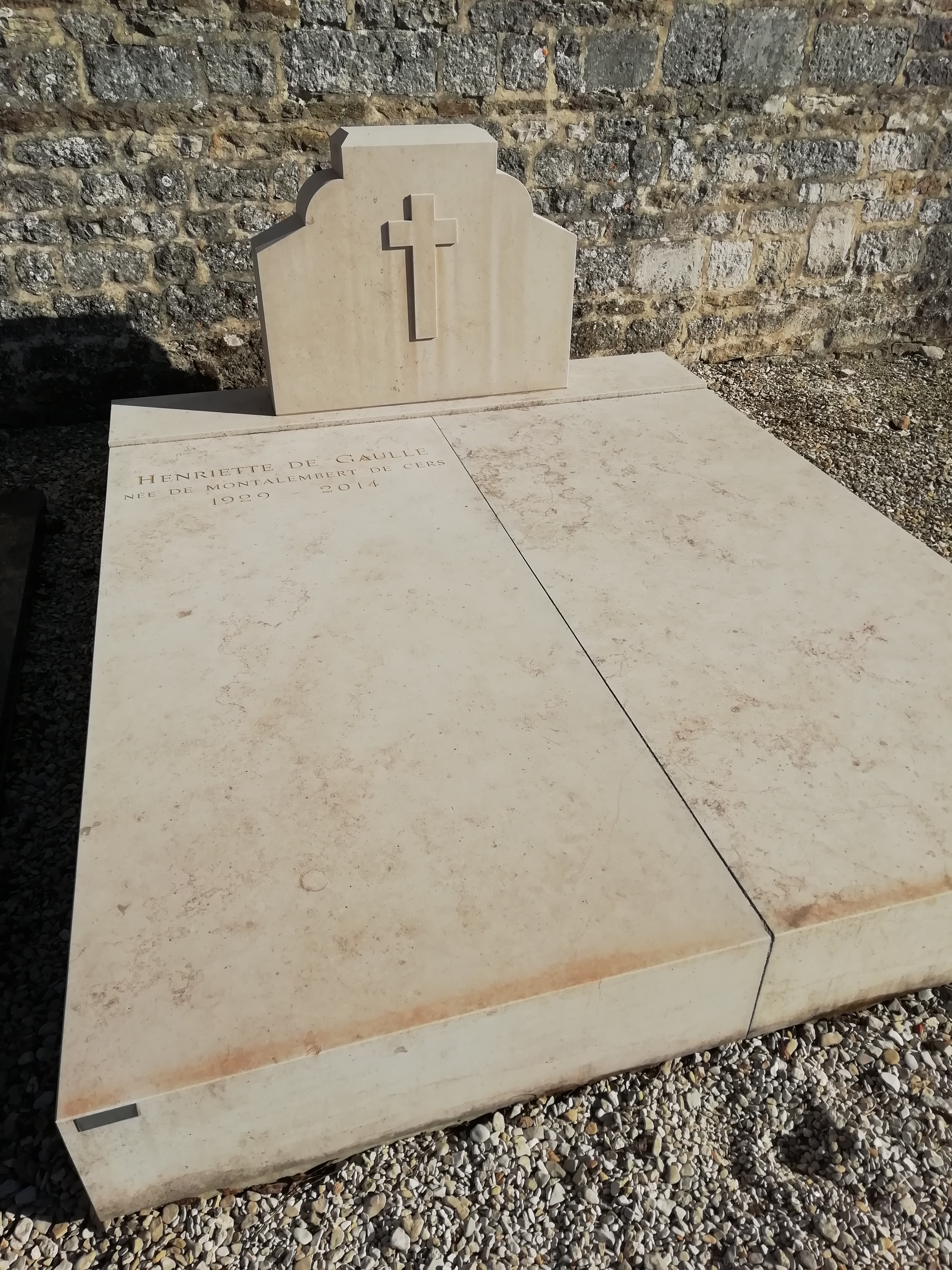
アンリエット・ド・ゴールの埋葬地

## 栄誉
- レジオンドヌール勲章大十字
- 国家功労勲章大十字
- クロワ・ド・ゲール勲章（Croix de Guerre）
- 航空賞牌（Médaille de l'Aéronautique）

シャルル・ド・ゴールは息子にリベラシオン勲章を与えなかったが、これは縁故採用の疑いを避けるためであった。しかし、一部のド・ゴール派や仲間たちの意見では、フィリップは自由フランスにすぐに参加し、5年間軍に所属してしばしば先頭に立っていたことを考えると、この栄誉にふさわしくないとは言えないだろう。